# Premelittia rufescens
Premelittia rufescens är en fjärilsart som beskrevs av Le Cerf 1916. Premelittia rufescens ingår i släktet Premelittia och familjen glasvingar. Inga underarter finns listade i Catalogue of Life.